# Колами (язык)
Колами (северо-западный) — язык народа колами, относящийся к дравидийской семье языков. Распространён в Индии в провинциях Андхра-Прадеш и Махараштра. Народ колами относится к адиваси — аборигенным народам Индии. Лексика языка колами на 61–68 % совпадает с лексикой близкородственного языка найки, но взаимопонимание отсутствует.
Язык колами был открыт и описан в 50-х годах XX века.